# Liu Dao

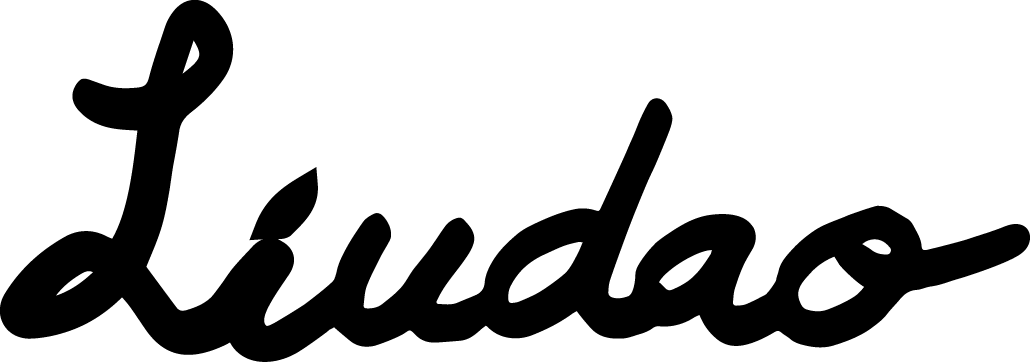
Signature.

Liu Dao (voulant dire en Pinyin "l'île n°6")  - chinois : 六岛) est un collectif artistique basé à Shanghai, Chine. Fondé en 2007 à la galerie island6 sous la direction de l'artiste français Thomas Charvériat ainsi que de la directrice artistique lituanienne Zane Mellupe (2007-2010). Liu Dao rassemble des artistes provenant des différents domaines tels que l'écriture, la critique artistique, le théatre, l'ingénieurie ou encore la performance et le multimédia. Leur travail consiste principalement, à travers l'art interactif et la technologie LED, à explorer "les effets des technologies sur notre perception et nos modes de communication".
Liu Dao a exposé à Paris à la Galerie Albert Benamou, Galerie Twenty-one et « Loft »(Archive.org • Wikiwix • Archive.is • Google • Que faire ?) (consulté le 13 avril 2013), à Sydney par le biais de la collection White Rabbit, à Shanghai au musée d'art contemporain (MOCA) et Studio Rouge, à New York chez Tally Beck Contemporary et aux maisons Louis Vuitton de Taïwan et Macao. 

## Processus de fabrication
L'usage de la technologie moderne par Liu Dao a pour but de faire découvrir au monde les émotions et la force émanant de Shanghai du XXIe siècle. Le collectif revendique sa pensée unique dans la conception des œuvres. La majorité des œuvres utilisent la technologie LED. À partir d'un simple mouvement produit par les chorégraphes Wu Yandan, Li Lingxi ou Chaim Gebber, les directeurs artistiques s'attachent à intégrer la vidéo prise sous forme de LED. Un programme conçu par Island6 permet de créer une séquence vidéo et de choisir les couleurs adaptées.  
La galerie Red Gate, plus ancienne galerie privée de Chine, décrit le travail du collectif Liu Dao comme une technologie à vocation organique : “la vérité digitale vient à la vie, commence à respirer, puis à parler, rêver, conspirer et enfin séduire.” Ceci a pour référence les œuvres de “voyeuristic fantasies”, “paraphilia” et “visually rhyming”.

## Philosophie
« Les panneaux LED de Liu Dao illuminent de courts et beaux instants de la vie Pékinoise et Shanghaise du XXIe siècle. »

Dans la République populaire de Chine, un instant peut valoir une éternité. Liu Dao expose au monde cette vision en encourageant une inoffensive sensation de chaleur, de voyeurisme dans un spectre de sentiment protégés par les murs, et révèle un ensemble d'émotions provenant de motifs répétés et plus globalement, du cycle de vie et des besoins entre hommes et femmes. Chaque œuvre est une interrogation envers soi-même, dans sa propre structure. Pour les artistes du collectif Liu Dao, la technologie est un ami de nature physiologique, un cadeau. Son simple pouvoir de communication amène votre esprit dans le même système, à la vitesse de la lumière. Avec votre influence et votre interprétation, la technologie devient organique et la réalité digitale prend vie, commence à parler, rêver, conspirer et séduire[réf. nécessaire].

## Récompenses et honneurs
En avril 2010, le curateur Jonathan Thomson a convié le collectif artistique Liu Dao à participer à une exposition temporaire prenant place dans la maison Louis Vuitton de Taipei. Le collectif Liu Dao a ainsi été le second artiste, après l'artiste taïwanais Michael Lin, à exposer dans cet espace conçu par l'architecte japonais Inui Kumiko Cet espace artistique est un des trois mis en place par Louis Vuitton à travers le monde. Ceux-ci ont notamment permis de représenter les travaux d'artistes tels que Takashi Murakami, Stephen Sprouse et Richard Prince.
En septembre 2010, le collectif artistique Liu Dao a été sélectionné une nouvelle fois pour prendre part à une exposition organisée par la maison Louis Vuitton. « Raining Stars » (consulté le 13 mai 2017). Cette exposition temporaire, organisée dans l'espace artistique de Macau, avait pour thème les feux d'artifice. 
Liu Dao a été nommé en 2010 pour le prix annuel de la Sovereign Art Foundation.

## Directeur artistiques associés
| Artiste           | Nationalité       | Expositions |
| ----------------- | ----------------- | --- |
| Thomas Charvériat | France            | "Raining Stars", "Garden of Autumn Vapours”, "Absolute 0:00", "HK Artfair 2010", "Psychic Apparatus", "The Light Fantastic", ”Libido Mortido", "Fakirs", "Placebo”, "LED City"', "30 Degrees", "Synesthesia", "Pi", "The Artist Died Yesterday", "Automata", “Urban Lust”, “Clouds of Crowds", "Zero Gravity", "PlugIt", "Made in Shanghai", "Made in China", Lecture on Digital Arts, "Nuit Blanche", "Eurasia One", "Platform for Urban Investigation II", "Remote/Contol", "Stop/over Cities", "Bits, Bytes and Pixels", "Untitled Santa", "I Love LEDs", "Getting Along", "Forward/Backward and Reloading", "Platform for Urban Investigation", "Invisible Layers, Electric Cities" |
| Zane Mellupe      | Lettonie          | "Raining Stars", "Garden of Autumn Vapours”, "Absolute 0:00", "HK Artfair 2010", "Psychic Apparatus", "The Light Fantastic", ”Libido Mortido", "Fakirs", "Placebo”, "LED City"', "30 Degrees", "Synesthesia", "Pi", "The Artist Died Yesterday", "Automata", “Urban Lust”, “Clouds of Crowds", "Zero Gravity", "PlugIt", "Made in Shanghai", "Made in China" |
| Antonio Argueta   | Guatemala Espagne | "Absolute 0:00", "Prophecies", "Plugged In" |

## Curateurs associés
| Artiste          | Nationalité | Expositions |
| ---------------- | ----------- | --- |
| Rajath Suri      | Canada Inde | "Fakirs", "Placebo”, "LED City"', "30 Degrees", "Synesthesia", "Pi", "The Artist Died Yesterday", "Automata", “Urban Lust”, “Clouds of Crowds", "Zero Gravity", "PlugIt", "Made in Shanghai", "Made in China" |
| Brian Wallace    | Australie   | "Raining Stars", Garden of Autumn Vapours”, "HK Artfair 2010", "The Light Fantastic", "LED City", "HK ArtFair 2011"                                                                                           |
| George Michell   | Australie   | "Psychic Apparatus", "30 Degrees", "LED City" |
| Tally Beck       | États-Unis  | "Plugged In", "Electric Shanghai" |
| Jonathan Thomson | États-Unis  | "Raining Stars", "The Light Fantastic" |

## Expositions
| Année | Titre | Site | Lieu                            |
| ----- | --- | --- | ------------------------------- |
| 2013  | "SCOPE MIAMI 2013" | Scope pavillion | Miami, USA                      |
| 2013  | "LOL" | Galeries Lafayette Beijing | Beijing, Chine                  |
| 2013  | "I Love Shanghai" | Art Labor Gallery | Shanghai, Chine                 |
| 2013  | "Shanghai Laowaijie" | Hong Mei Road 3338 | Shanghai, Chine                 |
| 2013  | "ART 021" | Rockbund Museum | Shanghai, Chine                 |
| 2013  | "Interplay" | Conny Dietzschold Gallery | Sydney, Australie               |
| 2013  | "SLICK 2013" | Port des Champs-Elysées | Paris, France                   |
| 2013  | "CI 2013" | Istanbul Convention & Exhibition Centre | Istanbul, Turquie               |
| 2013  | "Art No Boundary" | La Nova | Changsha, Chine                 |
| 2013  | "KIAF 2013" | Coex | Séoul, Corée du Sud             |
| 2013  | "Swab Barcelona 2013" | Fira de Barcelona | Barcelone, Espagne              |
| 2013  | "Publicis Art Pub Grand Opening" | Publicis Shanghai | Shanghai, Chine                 |
| 2013  | "Preview Berlin 2013" | Carriageworks | Berlin, Allemagne               |
| 2013  | "Sydney Contemporary 2013" | Carriageworks | Sydney, Australie               |
| 2013  | "Delicate Delicious Delightful" | Green T.House | Pékin, Chine                    |
| 2013  | "Auckland Artfair 2013" | The Cloud | Auckland, New-Zealand           |
| 2013  | "Modus Operandi" | 10 Design | Hong Kong                       |
| 2013  | "The Beauty Of Xiao Yao" | Lotus Arts De Vivre | Bangkok, Thailande              |
| 2013  | « "Citizen Art Shanghai" »(Archive.org • Wikiwix • Archive.is • Google • Que faire ?)                                                                                  | Rennaissance Yu Garden Hotel | Shanghai, Chine                 |
| 2013  | "Metropolis Rises" | Red Gate Gallery | Beijing, China                  |
| 2013  | "Art Beijing 2013" | Agricultural Exhibition Center | Pékin, Chine                    |
| 2013  | "The Garden Beneath The Streetlights" | Auckland Arts Festival | Auckland, New Zealand           |
| 2013  | "Opera Gallery Grand Opening" | Opera Gallery HK | Hong Kong                       |
| 2012  | "The Art Of Living" | The Theatre of Indulgence by Lotus Arts de Vivre | Bangkok, Thailand               |
| 2012  | "Open Sky" | Changjianghui Museum Of Contemporary Art | Chongqing, China                |
| 2012  | "Surge Art Fair 2012" | River South Art Center | Shanghai, Chine                 |
| 2012  | "Ruby Roxy Rhino Rouge Rock Hong Kong" | Studio Rouge Hong Kong | Hong Kong                       |
| 2012  | "Berliner Liste" « Current exhibitions » (consulté le 13 mai 2017) | MUMA | Berlin, Allemagne               |
| 2012  | "We Dream the Electric City" | Hainan Rendezvous, curation par Magda Danysz | Hainan, Chine                   |
| 2012  | "The Rich and the Righteous" | In-Sight, organisation par Gemelli Turzi | Palma de Mallorca, Espagne      |
| 2012  | "Wired Blossoms and Electric Angels" | The Opposite House (via Red Gate Gallery) | Beijing, Chine                  |
| 2012  | Art Fair (with Art Seasons Gallery) | Art Stage Singapore | Singapore, Singapore            |
| 2012  | "Sin City" | Tally Beck Contemporary | New York, New York              |
| 2011  | "RAM Christmas Project 2011" | « Rockbund Art Museum »(Archive.org • Wikiwix • Archive.is • Google • Que faire ?)                                                                      | Shanghai, Chine                 |
| 2011  | "Ruby, Roxy and the Flaming Lamborghini" | Studio Rouge | Shanghai, Chine                 |
| 2011  | "Middle East, Middle Kingdom" | Gallery Etemad | Dubaï                           |
| 2011  | « "SH Contemporary Art Fair 2011" »(Archive.org • Wikiwix • Archive.is • Google • Que faire ?) (consulté le 13 avril 2013)                                             | « Shanghai Exhibition Center »(Archive.org • Wikiwix • Archive.is • Google • Que faire ?) (consulté le 13 avril 2013)                                   | Shanghai, Chine                 |
| 2011  | "20 Years - Two Generations of Artists at Red Gate" | island6 Arts Center. Commissaire: Brian Wallace | Shanghai, Chine                 |
| 2011  | "Spring Floods and Peach Petals" | « Spring Floods and Peach Petals »(Archive.org • Wikiwix • Archive.is • Google • Que faire ?) (consulté le 13 avril 2013), commissaire : Loo Ching Ling | Singapour, Chine                |
| 2011  | "Scope Basel Art Fair 2011" | Scope Basel Art Fair 2011, commissaire : Tally Beck | Bâle, Suisse                    |
| 2011  | "HK Artfair 2011" | Hong Kong Art Fair, commissaire : Brian Wallace | Hong Kong, Chine                |
| 2011  | "SCOPE" | SCOPE Art Fair, commissaire : Tally Beck | New York, New York              |
| 2011  | "Plugged In" | Tally Beck Contemporary | New York, New York              |
| 2010  | "Electric Shanghai" | Tally Beck Contemporary | Bangkok, Thaïlande              |
| 2010  | "The Big Bang" | White Rabbit Gallery | Sydney, Australie               |
| 2010  | « "Raining Stars" »(Archive.org • Wikiwix • Archive.is • Google • Que faire ?)                                                                                         | The Louis Vuitton Gallery | Macau, Chine                    |
| 2010  | "Garden of Autumn Vapours" | Red Gate Gallery | Beijing, Chine                  |
| 2010  | "HK Artfair 2010" | Hong Kong Art Fair, commissaire : Brian Wallace | Hong Kong, Chine                |
| 2010  | "The Light Fantastic" | Louis Vuitton Cultural Space, commissaire : Jonathan Thomson                                                                                            | Taipei, Taiwan                  |
| 2009  | "LED City" | The Opposite House Hotel. Commissaire : Brian Wallace                                                                                                   | Beijing, Chine                  |
| 2009  | "Individual: New Art from Beyond Beijing" « http://www.redgategallery.com/ExhibitionsShow.php?Id=29 »(Archive.org • Wikiwix • Archive.is • Google • Que faire ?)       | Red Gate Gallery | Pékin, Chine                    |
| 2009  | "LEDs animés" « http://www.galerietwentyone.com/ExpoLEDsAnimes.html »(Archive.org • Wikiwix • Archive.is • Google • Que faire ?) (consulté le 13 avril 2013)           | Galerie Twenty-One | Paris, France                   |
| 2009  | “Fernelmont Contemporary Art” (Festival) | Château de Fernelmont | Château de Fernelmont, Belgique |
| 2009  | "Art Paris" (art fair) représenté par la Galerie Loft | Grand Palais | Paris, France                   |
| 2008  | "Quadrare il Cerchio" « http://www.allegraravizza.com/en/photos_quadrare.html »(Archive.org • Wikiwix • Archive.is • Google • Que faire ?) (consulté le 13 avril 2013) | Allegra Ravizza Art Project | Milan, Italie                   |
| 2008  | "Roma Contemporary Art" (art fair) représenté par Mana.art | Palazzo dei Congressi | Rome, Italie                    |
| 2008  | "PlugIT" | Blue Lotus Gallery | Fotan, Hong Kong                |
| 2007  | “Fernelmont Contemporary Art” (Festival) | Château de Fernelmont | Château de Fernelmont, Belgique |
| 2007  | "Nuit Blanche" (first Asian edition) | Shanghai Exhibition Center | Shanghai, Chine                 |
| 2007  | “Remote/Control” commissaires : Wenny Teo and Ella Liao | Musée d'art contemporain | Shanghai, Chine                 |